# Heliogabalus phascolia
Heliogabalus phascolia is een eenoogkreeftjessoort uit de familie van de Ventriculinidae. De wetenschappelijke naam van de soort is voor het eerst geldig gepubliceerd in 1968 door Lützen.